# شارلاتان (فیلم ۱۳۴۵)
شارلاتان فیلمی به کارگردانی و نویسندگی صابر رهبر محصول سال ۱۳۴۵ است.

## خلاصه داستان
بهرام سال‌ها پیش همسرش نسرین را موقع زایمان از دست داده و با دخترش نسرین و مادرش زهرا زندگی می‌کند...

## بازیگران
- رضا بیک ایمانوردی
- فرانک میرقهاری
- سودابه
- مانوئل ماروتیان
- جواد تقدسی
- شهلا ریاحی
- جمشید مهرداد
- محسن آراسته
- حسین گیل
- فیروز
- یداله شیراندامی
- تبریزی
- تقی تقدسی
- همایون مراد
- عشقی
- فرنگیس فروهر
- حسین اشراق
- جهانگیر مهربان
- اسماعیل شیرازی